# فال ويتينغ
فال ويتينغ (بالإنجليزية: Val Whiting)‏ مواليد 9 أبريل 1972 في نيوجيرسي، هي لاعبة كرة سلة أمريكية معتزلة. تم اختيارها من قبل فريق ديترويت شوك خلال الدرافت. وحملت الرقم 52. يبلغ طولها 6 قدم 2 بوصة (1.9 م). لعبت مع ديترويت شوك ومينيسوتا لينكس في الاتحاد الوطني لكرة السلة النسائية.

## روابط خارجية
- فال ويتينغ على موقع الاتحاد الوطني لكرة السلة النسائية (الإنجليزية)
- فال ويتينغ على موقع كلية كرة السلة في سبورتس رفرنس.كوم (الإنجليزية)
- فال ويتينغ على موقع بروبوليرز (الإنجليزية)
- فال ويتينغ على موقع سبورتس رفرنس (الإنجليزية)
- فال ويتينغ على موقع قاعة ديلاوير للمشاهير الرياضية (الإنجليزية)